# Emmanuel de Saint-Priest
Guillaume Emmanuel Guignard de Saint-Priest (ur. 29 kwietnia 1776, zm. 17 marca 1814) – francuski dyplomata i generał na emigracji, który walczył w carskiej armii rosyjskiej w okresie wojen Francuskiej Rewolucji oraz wojen epoki napoleońskiej.
Był najstarszym synem prominentnego dyplomaty François-Emmanuela Guignarda de Saint-Priest (1735–1821), który był ostatnim sekretarzem stanu Domu Królewskiego (1789–1791) podczas panowania Ludwika XVI.
Guillaume Emmanuel został generałem brygady armii Imperium Rosyjskiego pod zwierzchnictwem cara Aleksandra I Romanowa i walczył przeciw oddziałom Napoleona I Bonapartego. Odznaczony Orderem Świętej Anny 1 klasy, Orderem Świętego Włodzimierza 2 klasy, Orderem Świętego Jerzego 2, 3 i 4 klasy.
Zmarł w 1814 r.

## Bitwa pod Reims
13 marca 1814 w bitwie pod Reims wojska Napoleona rozbiły rosyjsko-pruski korpus generała porucznika Emmanuela Saint-Priesta. W bitwie tej generał dywizji Wincenty Krasiński poprowadził brawurową szarżę 1. Pułku Lekkokonnego Gwardii Cesarskiej ulicami miasta. Polacy zdobyli nieprzyjacielski tabor, artylerię i schwytali 1600 jeńców.
W wyniku klęski korpusu nieprzyjacielskiego, jego dowódca gen. por. Emmanuel Saint-Priest, ciężko ranny, dostał się do niewoli, w której mimo starań lekarzy zmarł.